# Villefloure
Villefloure là một xã của Pháp, nằm ở tỉnh Aude trong vùng Occitanie. Người dân địa phương trong tiếng Pháp gọi là Villeflourois.
Villefloure cách Carcassonne 13 km.
Các xã giáp ranh: Ladern-sur-Lauquet, Mas-des-Cours và Greffeil.

## Hành chính
| Danh sách các xã trưởng                |                  |                    |      |         |
| Giai đoạn                              | Giai đoạn        | Tên                | Đảng | Tư cách |
| tháng 3 năm 2008                       | tháng 3 năm 2014 | Jean-Louis Aribaud |      |         |
| tháng 3 năm 2001                       | tháng 3 năm 2008 | Jean-Louis Aribaud |      |         |
| Tất cả các dữ liệu trước đây không rõ. |                  |                    |      |         |

## Thông tin nhân khẩu
| 1962                                         | 1968 | 1975 | 1982 | 1990 | 1999 |
| -------------------------------------------- | ---- | ---- | ---- | ---- | ---- |
| 57                                           | 75   | 57   | 62   | 82   | 76   |
| Số liệu từ năm 1962: Dân số không tính trùng |      |      |      |      |      |